# Indicatifs régionaux 919 et 984

Carte de l'État de la Caroline du Nord avec les territoires de ses indicatifs régionaux. Les indicatifs régionaux 919 et 984 sont au centre-nord de l'État.

Les indicatifs régionaux 919 et 984 sont des indicatifs téléphoniques régionaux de l'État de la Caroline du Nord aux États-Unis. Ces indicatifs couvrent un territoire situé au centre-nord de l'État.
La carte ci-contre indique en jaune le territoire couvert par les indicatifs 919 et 984.
Les principales villes desservies par les indicatifs sont : Durham, Goldsboro et Sanford.
Les indicatifs régionaux 919 et 984 font partie du Plan de numérotation nord-américain.

## Source
- (en) Cet article est partiellement ou en totalité issu de l’article de Wikipédia en anglais intitulé « Area codes 919 and 984 » (voir la liste des auteurs).